# L'Évolution créatrice
L’Évolution créatrice est un ouvrage philosophique rédigé par Henri Bergson en 1907. Dans ce livre, Bergson développe l’idée d’une « création permanente de nouveauté » par la nature.

## Contenu

### Finalisme et mécanisme
Bergson débat de l’explication finaliste et de l’explication mécaniste de l’évolution, respectivement défendues par la métaphysique traditionnelle (héritée de Leibniz et, avant lui, d’Aristote et mettant l’accent sur les causes finales, ou buts) et par la science moderne (héritée de Descartes et mettant l’accent sur les « causes efficientes », la « causalité » scientifique).
Bergson montre que ces deux visions, que l’on oppose souvent, reviennent en vérité au même dans le traitement de l’évolution. Elles consistent à supposer que tout est donné d’emblée, d’avance : soit dans le but que l’on imagine poursuivi, dès le début, « en esprit » par la nature, soit dans l’ensemble des paramètres matériels de départ ou en présence — à partir desquels on pourrait exactement déduire ce qui n’est pas encore advenu.

### L’élan vital
Aux deux positions précédentes, Bergson oppose son propre concept d’« élan vital » : il n’y a pas de plan « déjà prévu » — d’effectivement prévu comme dans le cas du finalisme, ni de simplement prévisible comme dans le cas du mécanisme. L’idée est que l’évolution est imprévisible, que « le monde va à l’aventure, » qu’il « s’invente sans cesse » sans que le chemin qu’il trace derrière lui ne préexiste au voyage, d’une façon ou d’une autre.

## Réception
Dans Essais sceptiques, Bertrand Russell juge ainsi de l’œuvre :
« Les Données immédiates de la Conscience de Bergson furent publiées en 1889, et Matière et mémoire, en 1896. Mais sa grande célébrité date de l’Évolution créatrice (1907) ; ce livre n’est pas meilleur que les précédents, mais il contient moins d’argumentation et plus de rhétorique, si bien qu’il eut un effet plus convaincant. Il n’y a pas dans ce livre, depuis le commencement jusqu’à la fin, un seul raisonnement, donc un seul mauvais raisonnement ; il ne contient qu’une peinture poétique qui fait appel à l’imagination. Rien dans ce livre ne peut nous aider à nous faire une idée de la vérité ou la fausseté de la philosophie qu’il enseigne ; Bergson laisse à d’autres le soin de résoudre cette question qu’on pourrait pourtant croire assez importante. Mais selon ses propres théories, il a raison à procéder ainsi, puisqu’on atteint la vérité par l’intuition et non par l’intelligence : elle n’est donc pas matière à raisonnement. »